# Mimophis
Mimophis – rodzaj węży z rodziny Psammophiidae.

## Zasięg występowania
Rodzaj obejmuje gatunki występujące endemicznie na Madagaskarze.

## Systematyka

### Etymologia
Mimophis: gr. μιμος mimos „naśladowca, imitator”; οφις ophis, οφεως opheōs „wąż”.

### Podział systematyczny
Do rodzaju należą następujące gatunki:
- Mimophis mahfalensis (Grandidier, 1867)
- Mimophis occultus Ruane, Myers, Lo, Yuen, Welt, Juman, Futterman, Nussbaum, Schneider, Burbrink & Raxworthy, 2017